# Theokosmos
Theokosmos (altgriechisch Θεόκοσμος Theókosmos) war ein griechischer Bildhauer, der in der zweiten Hälfte des 5. Jahrhunderts v. Chr. in Megara und Delphi tätig war.
Theokosmos war Teil einer Künstlerfamilie aus Megara, neben seiner sind sowohl die Bildhauertätigkeit seines Sohnes Kallikles als auch die seines Enkels Apelleas bezeugt. 
Er arbeitete mit Hilfe des Pheidias an einer thronenden Statue des Zeus für das Olympieion von Megara, die wegen des Ausbruchs des Peloponnesischen Krieges 431 v. Chr. unvollendet blieb. Das Gesicht konnte in Gold und Elfenbein fertiggestellt werden, da während des Krieges die Ressourcen für diese Materialien nicht vorhanden waren, wurde der Rest in Ton und Gips ausgeführt. Auf der Rückenlehne des Throns waren Moiren und Horen angebracht. Die zur Weiterbearbeitung bestimmten Holzteile der restlichen Figur wurden hinter dem Tempel ausgestellt. Wegen der Mitarbeit des Pheidias wird vermutet, dass das Werk Ähnlichkeiten zur Zeusstatue des Pheidias im Zeustempel von Olympia aufwies. Megarische Münzen aus dem 2. Jahrhundert mit dem Abbild eines thronenden Zeus zeigen möglicherweise diese Statue. Demnach trug Zeus einen herabgefallenen Himation, der die Hüften bedeckt und den Oberkörper frei lässt, in der linken Hand hielt er ein Szepter und in der rechten eine Nike.
In Delphi arbeitete Theokosmos an einem Lysanderanathem genannten Monumentalwerk der Spartaner, das diese für ihren Sieg in der Schlacht bei Aigospotamoi 405 v. Chr. stifteten. Das Werk enthielt um die vierzig Bronzestatuen von Göttern, Spartanern, Lysander mit seinem Seher Agias, seinem Steuermann Hermon und einem Herold, sowie die Nauarchen der mit Sparta verbündeten Städte. Theokosmos fertigte die Statue des Steuermanns Hermon.